# شب خاموش (فیلم ۲۰۲۱)
شب خاموش (انگلیسی: Silent Night) فیلمی در ژانر کمدی سیاه به نویسندگی و کارگردانی کامیل گریفین است که در ۲۰۲۱ منتشر شد. بازیگران این فیلم کیرا نایتلی، متیو گود، رومن گریفین دیویس، آنابل والیس، لی‌لی-رز دپ، سوپه دیریسو، کربی هوول باپتست، لوسی پانچ و روفس جونز هستند.
شب خاموش اولین بار در سپتامبر ۲۰۲۱ در جشنواره بین‌المللی فیلم تورنتو به نمایش درآمد. این فیلم در ۳ دسامبر ۲۰۲۱ از طریق آرال‌جی‌ای فیلمز و ای‌ام‌سی پلاس در ایالات متحده و بریتانیا اکران شده‌است.

## بازیگران
- کیرا نایتلی در نقش نیل
- رومن گریفین دیویس در نقش آرت
- متیو گود در نقش سیمون
- آنابل والیس در نقش سندرا
- لی‌لی-رز دپ در نقش سوفی
- کربی هوول باپتست در نقش الکس
- سوپه دیریسو در نقش جیمز
- روفس جونز در نقش تونی
- لوسی پانچ در نقش بلا